# Veniamin Zelțer
Veniamin Zelțer (în rusă Вениамин Зельцер; n. 18 februarie 1927, Teiu, raionul Grigoriopol, RSS Ucraineană, URSS) a fost un om de știință sovietic moldovean în domeniul viticulturii, doctor în științe tehnice (1975).

## Biografie
S-a născut în satul Teiu din raionul Grigoriopol, RASS Moldovenească (RSS Ucraineană), URSS. În 1950 a absolvit Institutul Politehnic din Odesa. În anii 1950-1961 a activitat în domeniile economic și pedagogic în cadrul școlii tehnice „Frunze” din Tiraspol. În 1961 a devenit șef al laboratorului Institutului de Cercetare pentru Viticultură și Vinificație din RSSM, din 1978, șef al Departamentului de Mecanizare a Institutului (director al Institutului, Aba Gohberg). Și-a susținut candidatura de doctorat pe tema „Investigarea structurii solului: determinarea posibilității de cultivare pe versant” (Исследование почвенного руля: определение возможности его применения при культивации на склоне) în 1965 la Institutul Agricol din Chișinău, iar în 1975, a susținut teza de doctorat pe tema „Fundamentarea și dezvoltarea mijloacelor de terasare și a mașinilor pentru îngrijirea podgoriilor pe pante” (Обоснование и разработка средств террасирования и группы машин для ухода за виноградниками на склонах).
Este autor a c. 30 de invenții în ingineria agricolă. A fundamentat teoria și a dezvoltat proiectarea frezelor verticale și a unităților de terasare, a propus o metodă pentru afânarea profundă a solului. Sub conducerea sa, a fost dezvoltat un sistem de mașini și dispozitive pentru aranjarea spalierelor, cultivarea solului prin frezare, aplicarea erbicidelor, tunderea ierburilor, protejarea podgoriilor de îngheț, fertilizarea profundă a solului, etc.

## Publicații
- Опыт механизации работ в садоводстве и виноградарстве совхоза-техникума им. Фрунзе („Experiența în mecanizarea muncii în horticultură și viticultură a școlii tehnice «Frunze»”). Chișinău: Cartea moldovenească, 1963. — 67 p.
- Основы механизированного освоения склонов под виноградники („Bazele prelucrării mecanizate a pantei pentru podgorii”; cu P. Ivanov). Chișinău: Cartea moldovenească, 1965. — 428 p.
- Механизация возделывания виноградников на террасах: методические материалы („Mecanizarea cultivării podgoriilor pe terase: materiale metodologice”). Institutul de Cercetare pentru Horticultură, Viticultură și Vinificație din RSSM. Мoscova: Kolos, 1967.
- Методы освоения склонов: Технология террасирования и комплексы машин („Metode de dezvoltare a pantelor: tehnologii de terasare și complexe de mașini”; cu P. Lukașevici). Chișinău: Cartea moldovenească, 1970. — 28 p.
- Механизация виноградарства („Mecanizarea viticulturii”; cu P. Hmelev și A. Koriucikin). Мoscova: Kolos, 1971. — 320 p.
- Механизация возделывания винограда („Mecanizarea cultivării strugurilor”; cu I. Hăbășescu). Chișinău: Cartea moldovenească, 1981.
- Состояние и перспективы механизации виноградарства Молдавии („Starea și perspectivele mecanizării viticulturii în Moldova”). Chișinău: Institutul de Cercetare pentru Horticultură, Viticultură și Vinificație din RSSM, 1985. — 65 p.
- Основы механизированного освоения склонов под виноградники („Bazele dezvoltării mecanizate a pantei pentru podgorii”; cu P. Ivanov). Второе издание. Chișinău: Știința, 1992.